# Jean-Claude Laureux
Jean-Claude Laureux est un ingénieur du son et réalisateur français, né le 8 juillet 1939 à Toulouse et mort le 20 mai 2020 à Yvoy-le-Marron.

## Biographie
Il a collaboré avec Louis Malle pendant plus de vingt ans et a réalisé, en 1974, son unique long métrage, Les Bijoux de famille, sorti en 1975.

## Filmographie

### Réalisateur
- 1975 : Les Bijoux de famille

### Ingénieur du son
- 1967 : Mon amour, mon amour de Nadine Trintignant
- 1967 : Le Désordre à vingt ans de Jacques Baratier
- 1968 : Benito Cereno de Serge Roullet
- 1969 : L'Amour fou de Jacques Rivette
- 1969 : Le Voleur de crimes de Nadine Trintignant
- 1969 : Calcutta de Louis Malle
- 1971 : L'Homme au cerveau greffé de Jacques Doniol-Valcroze
- 1971 : Le Souffle au cœur de Louis Malle
- 1972 : L'Attentat de Yves Boisset
- 1974 : Lacombe Lucien de Louis Malle
- 1974 : Place de la République de Louis Malle
- 1974 : La Course en tête de Joël Santoni
- 1976 : L'Aile ou la Cuisse de Claude Zidi
- 1980 : Atlantic City de Louis Malle
- 1987 : Au revoir les enfants de Louis Malle
- 1989 : I Want to Go Home d'Alain Resnais
- 1989 : La Fille de 15 ans de Jacques Doillon
- 1990 : Milou en mai de Louis Malle
- 1990 : Le Petit Criminel de Jacques Doillon
- 1992 : Sam suffit de Virginie Thévenet
- 1992 : Fatale de Louis Malle
- 1993 : Le Jeune Werther de Jacques Doillon
- 1994 : Un été inoubliable de Lucian Pintilie
- 1994 : Trois couleurs : Bleu de Krzysztof Kieslowski
- 1994 : Trois couleurs : Blanc de Krzysztof Kieslowski
- 1994 : Trois couleurs : Rouge de Krzysztof Kieslowski
- 1994 : Les Aventures d'Ivan Tchonkine de Jiří Menzel
- 1996 : Ponette de Jacques Doillon
- 1996 : Le Bel Été 1914 de Christian de Chalonge
- 1997 : Le Bassin de J.W. de João César Monteiro
- 1997 : Alors voilà de Michel Piccoli
- 1998 : L'École de la chair de Benoît Jacquot
- 1999 : Voyages d'Emmanuel Finkiel
- 1999 : Marée haute, court métrage de Caroline Champetier
- 2000 : Les Destinées sentimentales d'Olivier Assayas
- 2001 : La Plage noire de Michel Piccoli
- 2001 : Comment j'ai tué mon père d'Anne Fontaine
- 2002 : Aller simple pour Manhattan de Michel Ferry
- 2002 : Va et vient de João César Monteiro
- 2002 : Adolphe de Benoît Jacquot
- 2005 : Entre ses mains d'Anne Fontaine
- 2006 : Nouvelle chance d'Anne Fontaine
- 2008 : La Fille de Monaco d'Anne Fontaine
- 2009 : Coco avant Chanel d'Anne Fontaine

## Distinctions
- César du meilleur son
  - 1988 pour Au revoir les enfants
  - 1994 pour Trois couleurs : Bleu